# Dmitrij Grigor'evič Levickij
Dmitrij Grigor'evič Levickij (in russo Дмитрий Григорьевич Левицкий? in ucraino Дмитро Григорович Левицький?, Dmytro Hryhorovyč Levyc'kyj;; Kiev, 1735 – San Pietroburgo, 16 aprile 1822) è stato un pittore russo-ucraino.

## Biografia

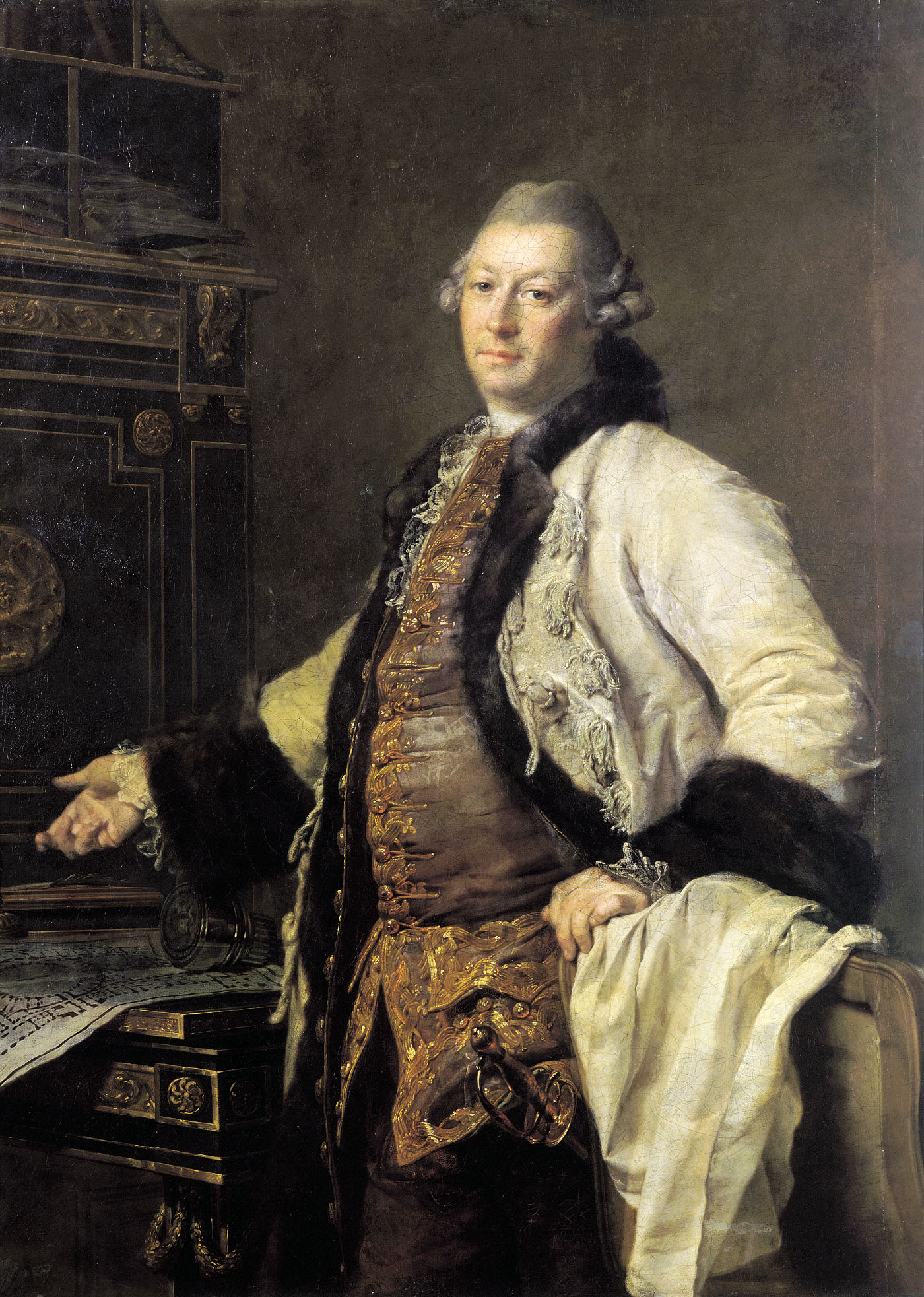
Ritratto di Aleksandr Kokorinov, direttore dell'Accademia russa di belle arti, 1769

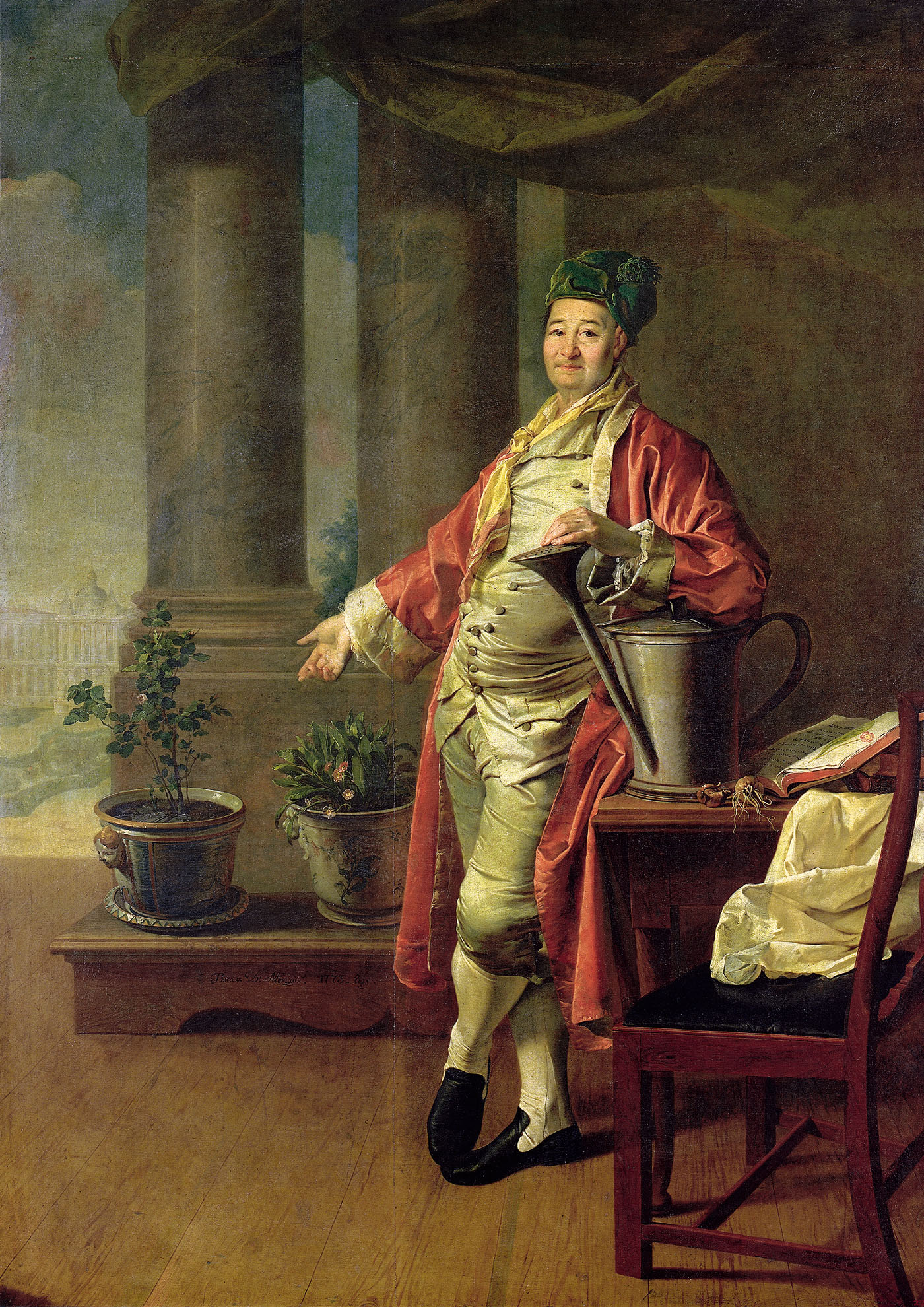
Ritratto di Prokopij Demidov, 1773

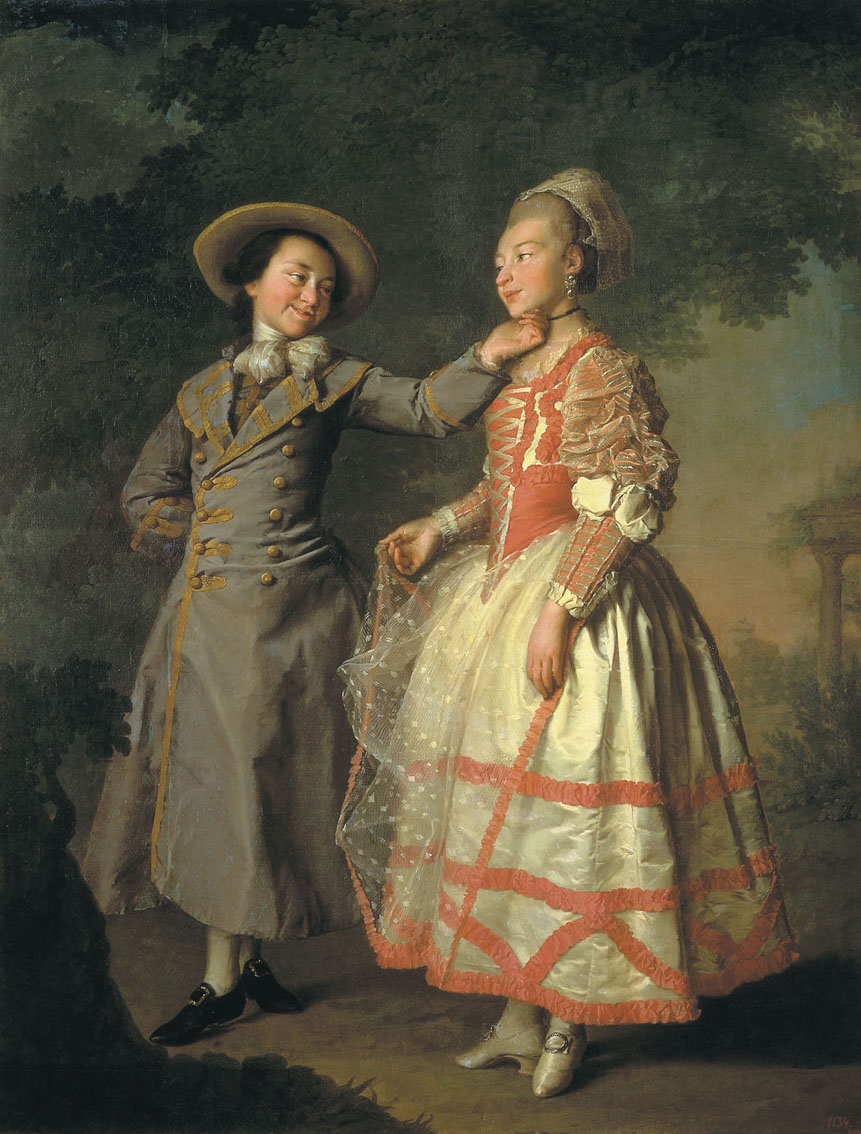
Ritratto di E. N. Chruščëva e della principessa E. N. Chovanskaja, 1773

### Nascita e formazione
Levickij ricevette dal padre Hryhir, presbitero e incisore, sia le prime lezioni di arte sia le influenze spirituali.
Successivamente approfondì le sue conoscenze come apprendista con Aleksej Antropov, conosciuto mentre lavorava alla cattedrale di Sant'Andrea di Kiev, trasferendosi con il maestro a San Pietroburgo nel 1758, per aiutarlo fino al 1764 a decorare chiese ed edifici secolari,partecipando alla decorazione di due archi trionfali a Mosca, realizzati per l'incoronazione di Caterina II di Russia, che comprendevano icone, dipinti allegorici e otto ritratti, ma nessuna di queste opere è sopravvissuta ai tempi moderni.
In quel periodo seguì le lezioni del pittore francese Louis Jean François Lagrenée, all'Accademia russa di belle arti.

### Stile ritrattistico e i suoi capolavori
Tuttavia i suoi ricordi dell'Ucraina si manifestarono con evidenza nei numerosi dipinti realizzati durante il suo soggiorno a San Pietroburgo, che rivelarono un'inclinazione naturale verso l'arte decorativa, per la ricchezza e l'intensità cromatica, per il vigore compositivo e la qualità di focalizzare, enucleare la personalità dei protagonisti delle sue opere.. È il più universale degli artisti contemporanei, sia per quanto riguarda i soggetti, che spaziano dal servo Nikifor Sezemov all'imperatrice Caterina II di Russia, sia dal punto di vista della composizione, qualità che lo fece denominare in Occidente come "il Gainsborough russo".
Levickij diventò membro dell'Accademia russa di belle arti nel 1769, grazie alla presentazione di ritratti alle mostre, come quello di A. F. Kokorinov (1769), e due anni dopo assunse la carica di professore di ritrattistica dell'accademia, compito che conservò fino al 1787.
Ricevette molte proposte di lavoro da Caterina II di Russia e dalla sua corte; i suoi ritratti dovevano esaltare le conquiste umanistiche e i successi politici del suo regno.
Tra le sue opere una delle migliori fu il ritratto di Prokopij Demidov (1773), un benestante stravagante che era un devoto di Jean-Jacques Rousseau e dei naturisti. Demidov fu raffigurato nella galleria di un palazzo elegante, appoggiato su un annaffiatoio mentre indica alcune piante, per sottolineare la sua passione per la botanica.
Negli anni 70 del XVIII secolo, Levickij dipinse una serie di ritratti di allievi nobili delle scuole istituite da Caterina II per diffondere la cultura nella società russa, ispirandosi alle corti imperiali europee. In tutti questi ritratti il denominatore comune risultò l'espressione dei numerosi successi di modernizzazione e di espansione dell'egemonia russa realizzati dall'imperatrice.
Molto significativo e popolare fu il ritratto dell'imperatrice, eseguito pienamente nello spirito artistico di Levickij, in cui assurse come Legislatore nel Tempio della Dea della Giustizia (1783).
Tra le altre opere si ricordano i ritratti delle Allieve dell'Istituto Smolnyj (1773-1776) e quelli più intimi di M. A. Djakova (1778), della Bakunina (1782), di Diderot (1773), che contribuirono a sviluppare la ritrattistica russa del XVIII secolo, verso un'espressione dell'individualità del soggetto vitale e drammatica.

### Problemi economici e di salute
Levickij dopo aver lasciato l'accademia nel 1787, ebbe problemi economici per qualche anno aggravati da una non buona salute a causa della perdita progressiva della vista e non poté più dipingere e nemmeno insegnare, ma nel 1807, l'accademia lo nominò membro del Consiglio dell'accademia, riconoscendo i suoi meriti, aumentando così la sua paga, il che migliorò notevolmente la sua posizione.
Dmitrij Grigor'evič Levickij morì nel 1822 e fu sepolto nel cimitero di Smolensk a San Pietroburgo.

## Opere principali
- Ritratto di Aleksandr Kokorinov, 1769;
- Ritratto di Prokopij Demidov, 1773;
- Ritratto di E. N. Chruščëva e della principessa E. N. Chovanskaja, 1773;
- Ritratto di Ekaterina Nelidova, 1773;
- Ritratto di Diderot, 1773;
- Ritratto delle Allieve dell'Istituto Smolnyj, 1773-1776;
- Ritratto di M. A. Djakova, 1778;
- Ritratto della Bakunina, 1782;
- Ritratto di Aleksandr Lanskoj, aiutante di campo dell'imperatrice, 1782;
- Ritratto della duchessa Ursula Mnišech, 1782;
- Ritratto di Caterina II, come Legislatore nel Tempio della Dea della Giustizia, 1783;
- Autoritratto, 1783;
- Ritratto di Ekaterina Romanovna Voroncova-Daškova, 1784;
- Ritratto del generale Iosif Igelström, 1790;
- Ritratto di Nikolaj Novikov, 1797.